# وایتفیلد (نیوهمپشایر)
وایتفیلد (به انگلیسی: Whitefield) شهری در ایالت نیوهمپشایر کشور ایالات متحده آمریکا است که جمعیت آن در سرشماری سال ۲۰۱۰ میلادی، ۱٬۱۴۲ نفر بوده‌است.

## نگارخانه

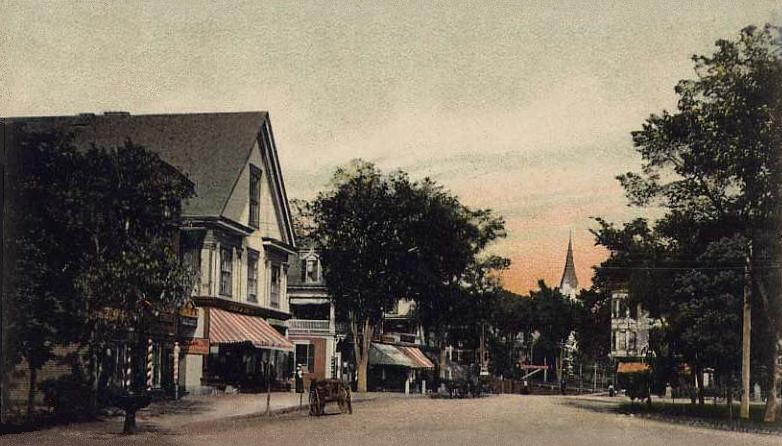
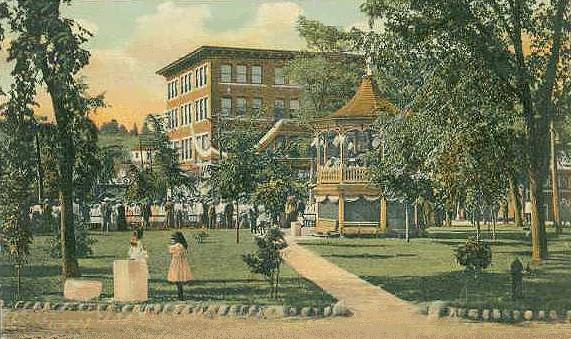
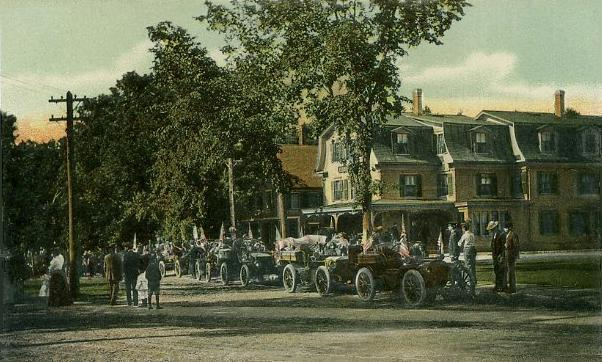